# Forest Lodge, Windsor
Forest Lodge es una mansión georgiana en Windsor Great Park, construida en la década de 1770 y ampliada a principios del siglo XX. Está catalogada como Grado II en la Lista del Patrimonio Nacional de Inglaterra desde marzo de 1972.

## Historia
En 1803 la propiedad, entonces conocida como Holly Grove, fue comprada por el esclavista y propietario de plantaciones Spencer Mackay, mismo que era dueño de las fincas Lusignan, Cane Grove y Annadale en la Guayana Británica, parte de las plantaciones de azúcar en el Caribe .
Atrajo el interés real por primera vez en 1823, pero aún no había sido adquirida. Fue finalmente adquirida por la Corona británica el 27 de junio del año 1829, durante el mandato del Duque de Wellington como primer ministro, y se convirtió en la residencia del guardabosques adjunto de Windsor Great Park. Entre sus primeros ocupantes se encontraban Sir William Fremantle, Francis Seymour, quinto marqués de Hertford, el honorable Augustus Liddle, y el capitán Walter Campbell. 
La casa fue la residencia del guardabosques adjunto de Windsor Great Park hasta la jubilación de Sir Malcolm Murray en 1937. En 1936, Eduardo VIII comunicó al sucesor de Murray, Eric Savill, su deseo de que Forest Lodge se alquilara a Sir John Aird, su palafrenero. La bibliotecaria real Jane Roberts, en su libro sobre Windsor Great Park, Royal Landscaping, describió una "acalorada discusión" que surgió en torno al nombre de la casa entre 1936 y 1937. Aird consideró que el nombre "Holly Grove" era "desagradable" y prefirió "Ranger's Lodge". Eduardo sugirió "Forest Gate Lodge" o "Forest Lodge". "Forest House" también se usó ocasionalmente. Posteriormente, fue renovada según los diseños del estudio de arquitectura Richardson & Gill.
Entre los residentes posteriores se incluyen Lord Napier y Ettrick. En junio de 1956, un conductor de carruaje fue encontrado muerto al volante cuando se estrelló contra uno de los postes de la entrada de Forest Lodge. Tres de los 33 pasajeros a bordo del carruaje fueron trasladados al hospital. En diciembre de 1975, The Daily Telegraph informó que Forest Lodge estaba siendo "fuertemente insinuado" como una casa potencial para Ana, Princesa Real y Mark Phillips. El contrato de arrendamiento estaba en manos de Lady Priscilla Aird, viuda del inquilino anterior, Sir John Aird, antes de su suicidio. En enero de 1998, los informes de que Isabel II planeaba regalar Forest Lodge a Sarah, Duquesa de York, fueron descritos como "fuera de lugar" por The Daily Telegraph, ya que la casa era parte del Patrimonio de la Corona británica y no un regalo personal de la Reina. En abril de 1998, Knight Frank puso a disposición un contrato de arrendamiento de 20 años para la casa. Se esperaba que los posibles inquilinos financiaran unos costes de restauración estimados en 250 000 libras con una renta anual de 60 000 libras durante los primeros cinco años del arrendamiento. El valor estimado de Forest Lodge era de 3 millones de libras en 1998.
En 2001, se implementaron obras para conservar los tejidos de la época; posteriormente, la casa se alquiló en el mercado libre. En 2025, la Casa Real aprobó una solicitud de planificación para realizar pequeñas reformas internas y externas, lo que permitió cambios como nuevas puertas y ventanas, la eliminación de algunas paredes internas, la reparación de techos y la instalación de nuevos pisos.
En 2025, se informó que Guillermo, Príncipe de Gales, y Catalina, Princesa de Gales, junto con sus hijos, el Príncipe Jorge, la Princesa Carlota y el Príncipe Luis, tenían la intención de mudarse allí desde Adelaide Cottage para Navidad. También se informó que planeaban cubrir ellos mismos los costos de renovación y reubicación y pagar el alquiler del mercado. 

## Arquitectura
Forest Lodge es una casa georgiana de ladrillo rojo, construida en la década de 1770 y posteriormente reformada. Su exterior se describe en los registros de la Corona británica y en informes de prensa como con ladrillo de aparejo flamenco, tejado de pizarra, seis chimeneas y nueve ventanales.
La casa contiene ocho dormitorios, seis baños, una galería alargada y un salón principal al que se accede desde un pasillo central. Un apartamento independiente para el personal forma parte del alojamiento. El terreno incluye una valla hundida, una pista de tenis y un estanque grande.
Los detalles interiores destacados incluyen la mampostería original, cornisas de yeso y decoración del techo, chimeneas de mármol, ventanas venecianas, y un techo abovedado en el salón. Un proyecto de restauración en 2001 tuvo como objetivo preservar estas características de época y, al mismo tiempo, modernizar los servicios.